# Bobby & Blumm
Bobby & Blumm ist ein Indietronic-Duo, bestehend aus der Schwedin Ella Blixt und dem Deutschen Frank Schültge. Ellinor (Ella) Blixt, geboren 1983 in Hultsfred, Schweden, ist eine Musikerin, Sängerin und Komponistin und arbeitet unter dem Künstlernamen Bobby Baby. Frank Schültge, geboren 1968, ist Autor, Musiker und Produzent und stammt aus Bremen. Er veröffentlicht seit 1998 unter dem Künstlernamen F.S.Blumm. Beide leben heute in Berlin.

## Geschichte
Anfang 2007 machte Thomas Morr, der Gründer des bekannten Independent-Plattenlabels Morr Music, Blixt und Schültge miteinander bekannt. Blixt hatte gerade durch die Veröffentlichung eigener Kompositionen und entsprechenden Live-Auftritten auf sich aufmerksam gemacht. Schültge war bereits seit 2001 bei Morr Music unter Vertrag und hatte als F.S.Blumm bereits einige Alben herausgebracht. 
Blixt und Schültge beschlossen gemeinsam als Bobby & Blumm Musik zu machen und nahmen in einem Haus am Waldrand nördlich von Berlin ihr erstes Album Everybody Loves ... auf, das im April 2008 bei Morr Music erschienen ist. 2010 brachte das Duo das Album A Little Big heraus, das bei Sound Of A Handshake, einem Sublabel von Morr Music erschienen ist. Boddy and Blumm veröffentlichte 2014 die EP Back and Blue. 2015 hat das Duo eine Tour durch Japan gemacht.

## Diskografie

### Alben
- 2008: Everybody Loves ... (Morr Music)
- 2010: A Little Big (Sound Of A Handshake)